# Пастёрс, Удо
У́до Ми́хаэль Ви́льгельм Пастёрс  (нем. Udo Michael Wilhelm Pastörs; род. 24 августа 1952 года, Вегберг, Германия) — немецкий праворадикальный политик, депутат и глава фракции НДПГ в ландтаге земли Мекленбург-Передняя Померания, председатель Национал-демократической партии Германии.

## Биография
После обучения на часовщика он четыре года служил в ВВС Германии. Затем он получил сертификат в часовой школе. После этого Пасторс несколько лет занимался торговлей золотом.

## Политическая деятельность
В 2000 году Удо Пастёрс вступил в Национал-демократическую партию Германии. В 2005 году стал заместителем председателя НДПГ в земле Мекленбург-Передняя Померания.
В 2006-2016 годах был депутатом ландтага земли Мекленбург-Передняя Померания.
13 ноября 2011 года Пастёрс был избран одним из трёх вице-председателей НДПГ.
В декабре 2013 года, после отставки лидера партии, Хольгера Апфеля, Удо Пастёрс занял пост и. о. председателя партии. С 9 января по ноябрь 2014 года Пастёрс был председателем Национал-демократической партии. 1 ноября 2014 года вместо Пастёрса председателем был избран Франк Франц.
В 2016 году НДПГ не смогла пройти в ландтаг земли Мекленбург-Передняя Померания.

## Уголовные дела
28 января 2010 года (на следующий день после Международного дня памяти жертв Холокоста) Пастёрс публично заявил, что «так называемый Холокост используется в политических и коммерческих целях». В августе 2012 года он был признан виновным окружным судом в Германии в «преднамеренной диффамации еврейского народа» и приговорен к 8 месяцем лишения свободы. Суд решил, что обвиняемый не может оправдывать свободой слова отрицание исторических фактов о Холокосте. Пастёрс последовательно обжаловал решение в Апелляционном суде и Федеральном конституционном суде, которое отклонили его апелляции и оставили решение суда первой инстанции в силе.
После исчерпания возможностей обжалования на национальном уровне Пастёрс обратился в Европейский суд по правам человека. В октябре 2019 года ЕСПЧ постановил, что человек не может оправдывать правом на свободу слова отрицание фактов преследования и массового уничтожения представителей еврейской этнической группы в период существования нацистской Германии — события, известного как Холокост.
Кроме отрицания Холокоста против Пасторса неоднократно возбуждались уголовные дела в связи с его публичными выступлениями. В частности, в августе 2014 года во время избирательной кампании в Саксонии он назвал левых политиков «свиньями Штази».